# Louis Böcker
Louis Böcker (* 17. Februar 1893 in Helstorf, Neustadt/Rbge.; † 4. November 1950 in Hannover), auch Ludchen genannt, war ein deutscher Gewerkschafter, Politiker (SPD) und Abgeordneter des niedersächsischen Landtages.

## Leben
Louis Böcker kam in der Gründerzeit des Deutschen Kaiserreichs 
als unehelicher Sohn der Tochter des Vesbecker Schäfers zur Welt. Nach dem Besuch der Volksschule arbeitete er ab 1907 bis 1915 als Gummiarbeiter, Bohrer und Rammer in den Hannoverschen Gummiwerken Excelsior in Limmer. In dieser Zeit trat er 1910 in die Gewerkschaft des Fabrikarbeiterverbandes ein, am 1. Januar 1911 auch in die Sozialdemokratische Partei Deutschlands.
Zwischen 1915 und 1918 diente Louis Böcker als Soldat im Ersten Weltkrieg, nahm jedoch direkt nach Kriegsende im Jahr 1918 seine Tätigkeit als Gummiarbeiter bei Excelsior wieder auf. Bereits in dieser frühen Zeit der Weimarer Republik war er zunächst Vorsitzender des sogenannten „Arbeiterrates“ und später Vorsitzender des Betriebsrates.
Seine Tätigkeit als Personalvertreter baute Böcker ab dem 1. September 1921 und 1933 als Gewerkschaftsangestellter im Fabrikarbeiterverband, „Zahlstelle Hannover“, weiter aus.
Nach der Machtergreifung durch die Nationalsozialisten im Jahr 1933 wurde Böcker jedoch entlassen und in den Monaten von Oktober bis Dezember des Jahres in politische Haft gesetzt. Nach seiner Haftentlassung arbeitete er ab 1934 bis in den Zweiten Weltkrieg im Jahr 1940 hinein als Zeitungswerber und reisender Vertreter im Seifenhandel.
Während des Zweiten Weltkrieges wurde Louis Böcker 1940 zur Luftschutzpolizei eingezogen, in der er während der Luftangriffe auf Hannover und bis 1945 als Kraftfahrer tätig war. In der gesamten Zeit des Naziregimes hatte er „[...] für Verbindung zwischen diversen im Untergrund lebenden Parteigenossen [der SPD] gesorgt“, hatte insbesondere enge Kontakte zu dem Widerständler Albin Karl aufrechterhalten.
Der britische Geheimdienst stufte Böcker denn auch als „[...] zuverlässig und gewissenhaft, zuerst und vor allem Gewerkschafter“ ein. Nach Kriegsende konnte Louis Böcker so vom Ausschuss für Wiederaufbau bereits am 21. April 1945 den Auftrag zum Wiederaufbau der Gewerkschaft erhalten. So übernahm Böcker zunächst provisorisch und ab dem 1. Oktober 1947 dann als offiziell Gewählter die Aufgaben des ersten Vorsitzenden des Deutschen Gewerkschaftsbundes (DGB) im Kreisausschuss Hannover wahr.
Mit Genehmigung der Britischen Militärregierung war Böcker jedoch schon zuvor ab Januar 1946 zum Mitglied des Stadtrates von Hannover ernannt worden, ab Oktober 1946 dann auch gewähltes Ratsmitglied der Stadt Hannover. Zudem wurde er im Frühjahr 1947 Mitglied des Vorstandes der SPD im Bezirk Hannover.
Parallel dazu war Böcker am 9. Dezember 1946 zudem Mitglied des ernannten Niedersächsischen Landtages geworden, in dem er bis zum 28. März 1947 den Vorsitz des Ausschusses für die Arbeitsverwaltung innehatte. Schließlich wurde Böcker dann Mitglied des gewählten Niedersächsischen Landtages der 1. Wahlperiode ab dem 20. April 1947. In der Folge legte er im Juli 1947 sein Mandat als Stadtrat nieder, arbeitete aber weiterhin im Landtag im Ausschuss für Arbeitsverwaltung.
In nur wenigen Jahren der Nachkriegszeit hatte Louis Böcker erfolgreich Widerstand geleistet gegen drohende Demontagen mehrerer bedeutender hannoverscher Betriebstätten. Der Abgeordnete starb am 4. November 1950 in Hannover im Alter von 57 Jahren.

## Böckerstraße
Laut dem Adressbuch der Landeshauptstadt Hannover von 1964 wurde die im hannoverschen Stadtteil Bothfeld im Vorjahr 1963 angelegte Böckerstraße „[...] nach dem Leiter des Deutschen Gewerkschaftsbundes in Hannover vor 1933“ benannt.

## Medienecho
- Dirk von Werder: Helstorf / Louis Böcker - ein früher Star der Politik / Louis Böcker war Gewerkschafter und Politiker. Der Historiker Stefan Weigang aus Garbsen hat bei seinen Nachforschungen in der Geschichte Helstorfs den roten Politstar wiederentdeckt., mit dem Abdruck einer Fotografie Böckers und zwei seiner Kollegen auf der Seite der Hannoverschen Allgemeinen Zeitung vom 11. November 2013, aktualisiert am 14. November 2013